# Eraser (film)
Eraser este un film american de acțiune din 1996 regizat de Chuck Russell; cu Arnold Schwarzenegger, Vanessa Williams, James Caan, James Coburn și Robert Pastorelli în rolurile principale.

## Rezumat
Filmul urmărește un șerif american al WITSEC care protejează un agent de rang înalt care depune mărturie despre un contract ilegal de arme și este forțat să lupte cu foștii săi aliați atunci când unul dintre jucători se dezvăluie a fi o cârtiță în interiorul WITSEC.

## Distribuție
- Arnold Schwarzenegger - U.S. Marshal John "Eraser" Kruger
- Vanessa Williams - Lee Cullen
- James Caan - U.S. Marshal Robert DeGuerin
- James Coburn - U.S. Marshal WITSEC Chief Arthur Beller
- Robert Pastorelli - Johnny Casteleone
- James Cromwell - William Donohue, Vice President of International Division at Cyrez and Cullen's supervisor
- Danny Nucci - WITSEC US Deputy Marshal Monroe
- Andy Romano - Deputy Secretary of Defense Daniel Harper
- Joe Viterelli - Tony "Two-Toes"
- Olek Krupa - Sergei Ivanovich Petrofsky
- Gerry Becker - Eugene Morehart
- Nick Chinlund - CIA Agent Calderon
- Michael Papajohn - CIA Agent Schiff
- K. Todd Freeman - FBI Agent Dutton
- Mark Rolston - "J. Scar"
- John Slattery - FBI Agent Corman
- Robert Miranda - FBI Agent Frediano
- Roma Maffia - Claire Isaacs
- Tony Longo - Mike "Little Mike"
- John Snyder - Sal
- Rick Batalla - Kevin, The Bartender
- Skipp Sudduth - Watch Commander
- Sven-Ole Thorsen - Petrofsky's Goon
- Denis Forest - Cyrez's System Administrator
- Patrick Kilpatrick - James Haggerty, Head of Cyrez Security